# Castro de Arxeriz
El castro de Arxeriz se localiza en el ayuntamiento lucense de O Saviñao. Es una fortificación perteneciente a la Edad de Hierro, con una cronología que iría desde el siglo V a. C. hasta el I a. C. Es uno de los castros curiosos del interior gallego. Cuenta con estructuras cuadrangulares y rectangulares, así como con construcciones dispuestas en bancales o terrazas (algo muy característico y frecuente en la zona, Ribeira Sacra, para salvar las grandes pendientes existentes a orillas del río Miño). Además, el castro de Arxeriz cuenta con una gran muralla y un foso que lo circundan.